# Niederelbert
Niederelbert település Németországban, Rajna-vidék-Pfalz tartományban. Lakosainak száma 1732 fő (2023. december 31.). Niederelbert Montabaur községgel határos.

## Népesség
A település népességének változása:
| Lakosok száma | 1490 | 1669 | 1674 | 1716 | 1736 | 1732 |
|               | 1975 | 2017 | 2019 | 2021 | 2022 | 2023 |